# درز قذالي خشائي
الدرز القذالي الخشائي(بالإنجليزية: Occipitomastoid suture)‏ هو مفصل ليفي للجمجمة، الذي يربط بين العظام الجدارية وجزء من الخشاء من العظم الصدغي و العظم الصدغي وتمتد مع الدز اللامي .

## معرض صور

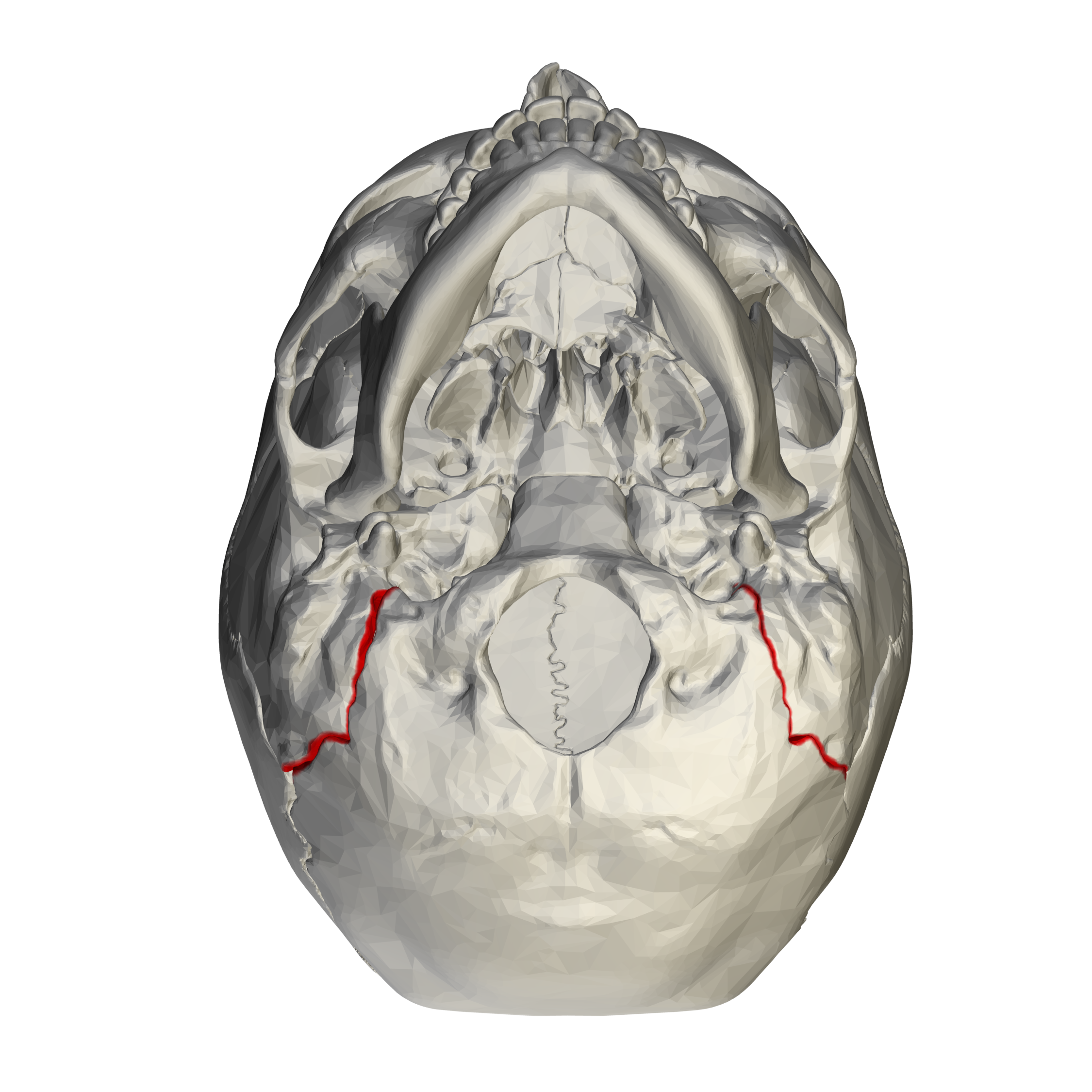
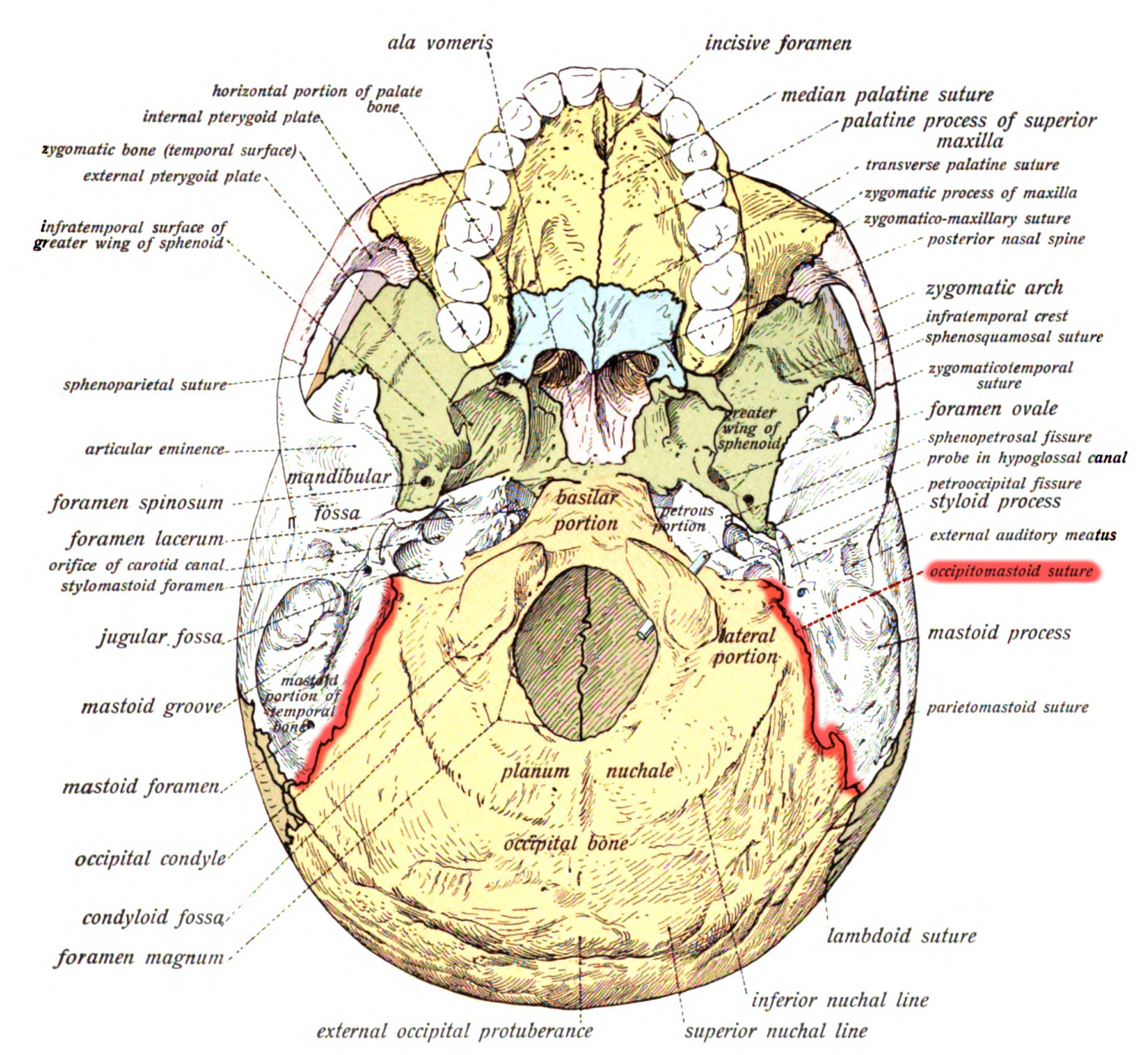

## وصلات إضافية
- "Anatomy diagram: 34256.000-2". Roche Lexicon - illustrated navigator. Elsevier. مؤرشف من الأصل في 2014-01-01.
- "Anatomy diagram: 34257.000-1". Roche Lexicon - illustrated navigator. Elsevier. مؤرشف من الأصل في 2014-01-01.
- "Anatomy diagram: 34257.000-2". Roche Lexicon - illustrated navigator. Elsevier. مؤرشف من الأصل في 2014-01-01.